# أوتاكا أراي
أوتاكا أراي (باليابانية: 荒井 忍) (24 أكتوبر 1983 في توتشيغي في اليابان – )؛ هو لاعب كرة قدم سابق كان يلعب كمدافع.